# منتخب الاتحاد السوفيتي تحت 21 سنة لكرة القدم
منتخب الاتحاد السوفيتي تحت 21 سنة لكرة القدم هو الممثل الرسمي سابقا لالاتحاد السوفييتي في بطولات كرة القدم تحت 21 سنة. وكان يشارك الفريق في بطولة أوروبا تحت 21 لكرة القدم التي تقام كل عامين سابقا.